# Ophir Planum
L'Ophir Planum è una struttura geologica della superficie di Marte.